# A Arte de Charlie Chan Hock Chye
A Arte de Charlie Chan Hock Chye (The Art of Charlie Chan Hock Chye) é um romance gráfico singapurense de Sonny Liew, publicado em 2015 pela Epigram Books (Singapura) e em 2016 pela Pantheon Books (Estados Unidos). O livro conta a história ficcional do cartunista Charlie Chan Hock Chye, desde a época da colônia até os dias de hoje, convivendo com as questões políticas de Singapura durante os anos. O livro ganhou diversos prêmios, incluindo o Singapore Literature Prize, em 2016, três categorias do Eisner Awards em 2017 (com base na edição norte-americana do livro) e o Troféu HQ Mix de melhor projeto editorial em 2019 (com base na edição brasileira).